# Barend Sijmons

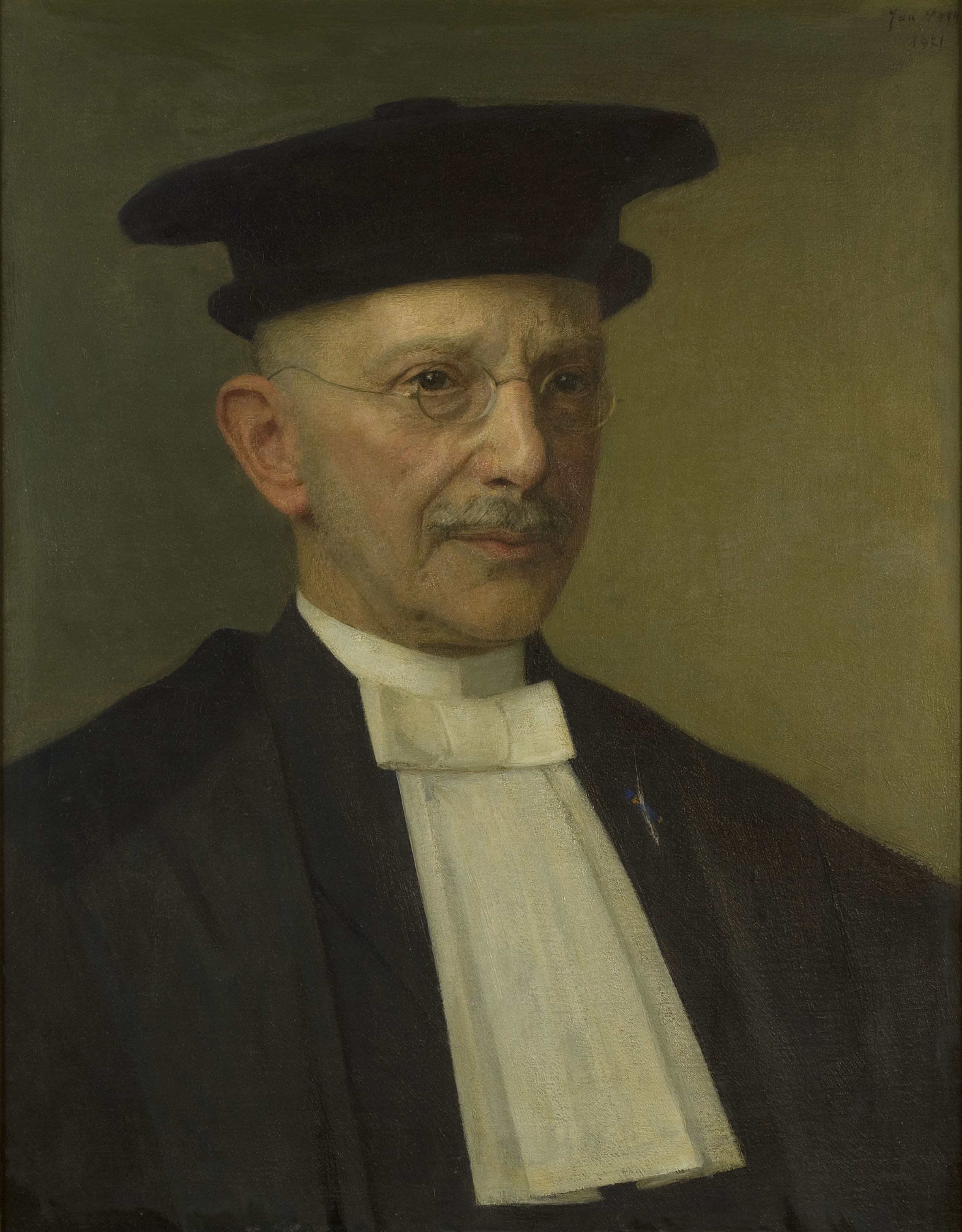
B. Sijmons geportretteerd door Jan Veth

Barend Sijmons, ook Symons (Rotterdam, 18 november 1853 - 28 maart 1935) was een Nederlandse hoogleraar in de Hoogduitse taal- en letterkunde en haar grondwetenschappen aan de Universiteit Groningen en rector magnificus aldaar.

## Leven en werk
Sijmons werd in 1853 in Rotterdam geboren als zoon van de chirurgijn en vroedmeester Alexander Sijmons en Sophie Berlijn. Sijmons bezocht het gymnasium te Hannover, studeerde in Leipzig en promoveerde in 1876 aldaar tot doctor in de Germaanse filologie. In 1878 werd hij leraar aan de HBS te Sneek en in hetzelfde jaar privaat-docent aan Rijksuniversiteit van Groningen. Op 6 februari 1881 werd hij benoemd tot hoogleraar en hij aanvaardde op 28 maart van dat jaar zijn ambt met de inaugurele rede Jacob Grimm, de schepper der historische spraakkunst. Op 20 april 1881 trouwde hij in Groningen met Johanna Catharina Modderman, dochter van de rijksadvocaat (en latere burgemeester van Groningen) Sebastiaan Matheus Sigismund Modderman en Elisabeth Christina Maria van Hall, dochter van de Groningse hoogleraar Herman Christiaan van Hall. Van 1891 tot 1892 was Sijmons rector magnificus. Na het overlijden van zijn schoonvader werd Sijmons lid van de gemeenteraad van Groningen. Hij behoorde tot de Vrijzinnig Democraten en zou deze politiek functie tot 1912 vervullen.
Sijmons was ridder in de Orde van de Nederlandse Leeuw, lid van de Koninklijke Nederlandse Akademie van Wetenschappen, lid van verschillende andere geleerde genootschappen en voorzitter van de examencommissie voor de Hoogduitse taal en letterkunde.